# Druzieńska Karczma
Druzieńska Karczma (deutsch Rohrkrug) ist ein nicht nicht-amtlicher Weiler in der polnischen Woiwodschaft Ermland-Masuren. Er gehört zur Gmina Elbląg (Landgemeinde Elbing) im Powiat Elbląski (Kreis Elbing).

## Geographische Lage
Druzieńska Karczma liegt am Ostufer des Druzno (Drausensees) unweit der Einmündung des Flüsschens Wąska (Weeske), zehn Kilometer westlich von Pasłęk (Preußisch Holland) bzw. zehn Kilometer südöstlich der Kreismetropole Elbląg (deutsch Elbing).

## Geschichte
Der einst Lauenkrug, um 1785 Drausenkrug und nach 1785 Rohrkrug genannte Ort bestand aus einem kleinen Gehöft, einer Fischmeisterei.
Als „königlicher Krug“ mit zwei Feuerstellen wurde Rohrkrug im Jahre 1785 genannt, als königlicher Krug auch 1820 mit dann zwei Feuerstellen bei 15 Einwohnern.
Im Jahre 1874 wurde der Gutsbezirk Rohrkrug in den neu errichteten Amtsbezirk Weeskenhof (polnisch Rzeczna) im ostpreußischen Kreis Preußisch Holland, Regierungsbezirk Königsberg, eingegliedert. Im Jahre 1910 zählte das Gut Rohrkrug sechs Einwohner.
Als 1945 das gesamte südliche Ostpreußen in Kriegsfolge an Polen fiel, erhielt Rohrkrug die polnische Namensform „Druzieńka Karczma“. Heute ist der Ort ein „nieoficjalny przysiółek wsi Dłużyna“ (= „nichtoffizieller Weiler des Orts Dłużyna“ – Langenreihe) innerhalb der Gmina Elbląg (Landgemeinde Elbing) im Powiat Elbląski (Kreis Elbing), von 1975 bis 1998 der Woiwodschaft Elbląg, seither der Woiwodschaft Ermland-Masuren zugehörig.

## Religion
Bis 1945 war Rohrkrug in die evangelische Kirche in Hirschfeld (polnisch Jelonki) in der Kirchenprovinz Ostpreußen der Kirche der Altpreußischen Union eingepfarrt, außerdem in die römisch-katholische Pfarrei der Stadt Preußisch Holland (Pasłęk).
Heute gehört Druzieńska Kaczma zur evangelischen St.-Georgs-Kirche in Pasłęk innerhalb der Diözese Masuren der Evangelisch-Augsburgischen Kirche in Polen, sowie zur katholischen Pfarrkirche in Jelonki (Hirschfeld) im Dekanat Pasłęk II des Bistums Elbląg.

## Verkehr
Druzieńska Karczma ist von Węzina (Weeskendorf) aus auf direktem Wege zu erreichen. Eine Bahnanbindung besteht nicht.